# Elena Ferrante
Elena Ferrante er pseudonymet for en italiensk forfatter, hvis værker er oversat til mange sprog. Det er ikke offentligt kendt, hvem der står bag pseudonymet. At forfatteren er kvinde, fremgår af de – udelukkende skriftlige – interviews, hun har givet.
I oktober 2016 hævdede journalisten Claudio Gatti i The New York Review of Books, at forfatteren er identisk med Anita Raja, der ellers er kendt som oversætter af tysk litteratur. Påstanden vakte kritik for ikke at respektere forfatterens ønske om anonymitet.

## Værker oversat til dansk
- Besværende kærlighed, 2017 (L'amore molesto, 1991)
- Dukken der blev væk, 2016
- Forladte dage, 2018 (I giorni dell'abbandono, 2002)

### Napoli-romanerne
- Min geniale veninde, 2014 (L'amica geniale, 2011)
- Historien om et nyt navn, 2014 (Storia del nuovo cognome, L'amica geniale volume 2, 2012)
- Dem der flygter og dem der bliver, 2016 (Storia di chi fugge e di chi resta, L'amica geniale volume 3, 2013)
- Det forsvundne barn, 2016 (Storia della bambina perduta, L'amica geniale volume 4, 2014)

#### Historier for børn
- Stranden om natten 2016 (La spiaggia di notte, 2007)

## Værker ikke oversat til dansk
- La figlia oscura, 2006.